# ألفارو جاونا
ألفارو جاونا (بالإسبانية: Álvaro Gaona)‏ مواليد 15 يونيو 1985 في ولاية تاماوليباس، المكسيك، هو ملاكم محترف مكسيكي يصنف ضمن فئة الوزن المتوسط.

## إحصائيات
خاض خلال مسيرته 20 نزالا، فاز في 14 ولم يتعادل وخسر في 6. فاز بالضربة القاضية في 9 نزالات.

## روابط خارجية
- ألفارو جاونا على موقع بوكس ريك (الإنجليزية) (registration required)